# Lynden David Hall
Lynden David Hall (Wandsworth, 7 mei 1974 – 14 februari 2006) was een Brits zanger, tekstschrijver, arrangeur en producent. Zijn grootste hit was Sexy Cinderella.

## Levensloop
Hall ontdekte als tiener de soulmuziek, nadat hij met zijn vader naar een concert van Live was geweest. Hij leerde zichzelf gitaarspelen en begon liedjes te componeren. In de herfst van 1997 nam hij zijn eerste plaat op, getiteld Medicine 4 My Pain. Deze verkocht slecht, totdat van het nummer Sexy Cinderalla een remix werd gemaakt, die in Groot-Brittannië op nummer 17 kwam te staan. Van het album werden 100.000 exemplaren verkocht en in 1998 won Hall hiervoor een prijs voor de 'beste nieuwkomer' op de MOBO Awards (Music of Black Origin).
Hall speelde in de film Love Actually, waarin hij All You Need Is Love zong op een huwelijk.
In oktober 2003 werd bij hem het Hodgkinlymfoom (kanker) vastgesteld. Hij overleed in 2006 op 31-jarige leeftijd aan deze ziekte. In november dat jaar kwam zijn wens in vervulling, een benefietconcert in London's Jazz Cafe om geld op te halen voor The African Caribbean Leukemia Trust en Rays of Sunshine. Hieraan deden sterren als Pine, Beverley Knight, Andrew Roachford, Shola Ama en Ms. Dynamite mee.

## Prijzen
- 1997: Beste Britse artiest en nieuwkomer (verkozen door Blues & Soul Magazine)
- 1998: MOBO Award voor de beste nieuwkomer
- 1999: Nominering voor een Brit Award

## Discografie

### Albums
- 2005 - In Between Jobs
- 2000 - The Other Side
- 1998 - Medicine 4 My Pain (heruitgave)
- 1997 - Medicine 4 My Pain

### Singles
| Jaar | Titel                          | Album              |
| ---- | ------------------------------ | ------------------ |
| 1997 | "Sexy Cinderella"              | Medicine 4 My Pain |
| 1997 | "Do I Qualify?"                | Medicine 4 My Pain |
| 1998 | "Crescent Moon"                | Medicine 4 My Pain |
| 1998 | "Sexy Cinderella" (heruitgave) | Medicine 4 My Pain |
| 1999 | "Medicine 4 My Pain"           | Medicine 4 My Pain |
| 2000 | "Forgive Me"                   | The Other Side     |
| 2000 | "Sleeping With Victor"         | The Other Side     |
| 2000 | "Let's Do It Again"            | The Other Side     |
| 2005 | "Day Off" / "Stay Faithful"    | In Between Jobs    |

### Films
- 2003 - Love Actually